# Stéphane Denève
Stéphane Denève est un chef d'orchestre français né à Tourcoing le 24 novembre 1971.

## Biographie
Stéphane Denève naît le 24 novembre 1971 à Tourcoing.
Il étudie au Conservatoire de Paris, où il remporte un 1er prix de direction d'orchestre en 1995.
Après une expérience de pianiste accompagnateur du chœur de l'orchestre de Paris dirigé par Arthur Oldham, il devient l'assistant de Georg Solti pour la reprise des opéras Le Château de Barbe-Bleue de Béla Bartók avec l'Orchestre de Paris, en 1995, puis Don Giovanni de Wolfgang Amadeus Mozart avec l'Opéra de Paris en 1996. Il assiste Georges Prêtre pour Turandot de Giacomo Puccini avec l'Opéra de Paris, en 1997, puis Seiji Ozawa pour Les Dialogues des Carmélites de Francis Poulenc au festival Saito Kinen en 1998,.
Il fait ses débuts aux États-Unis en reprenant Les Dialogues des Carmélites lors du festival de Santa Fe (Nouveau-Mexique) en 1999. En tant que chef invité, il dirige également les orchestres de Saint Louis, Cincinnati, Seattle et Washington, DC.
En 2004, Stéphane Denève est nommé au poste de directeur musical de l'Orchestre national royal d'Écosse. Cet orchestre a enregistré sous sa direction plusieurs œuvres d'Albert Roussel. Son contrat expire à la fin de la saison 2011-2012.
Entre 2011 et septembre 2016, il est chef principal de l'Orchestre symphonique de la radio de Stuttgart.
En 2013, il dirige l'Orchestre symphonique de Chicago dans la Symphonie fantastique de Berlioz. En 2014, il succède à Henri Dutilleux comme président d'honneur du Centre international Albert-Roussel. La même année, il est nommé principal chef invité de l'Orchestre de Philadelphie,, et fonde la base de données en ligne CffOR (« Centre for Future Orchestral Repertoire ») qui répertorie toutes les œuvres écrites pour orchestre symphonique depuis l'an 2000.
À la baguette, il est le créateur d'œuvres de Guillaume Connesson (Une lueur dans l'âge sombre, dédicataire, 2005 ; Aleph, dédicataire, 2007) et James MacMillan (The Death of Oscar, 2013), notamment.
En 2014, Stéphane Denève est nommé directeur musical du Brussels Philharmonic à compter de septembre 2015,. En 2018, il est prolongé à ce poste jusqu'en 2022.
En 2017, il est nommé directeur musical de l'Orchestre symphonique de Saint-Louis à compter de la saison 2019-2020.
En 2022, il est nommé directeur artistique du New World Symphony Orchestra (en), succédant à Michael Tilson Thomas. La même année, il est nommé chef invité permanent de l’Orchestre philharmonique de la radio néerlandaise à compter de 2023.

### Radio
- « Fêtons le Réveillon - Avec le chef d'orchestre Stéphane Denève : "Je ne conçois pas la Vie sans Musique !" », France Musique, Écoutez-moi Benoît, de Benoît Duteurtre, le 30 décembre 2023

#### Liens biographiques
- Sur abeilleinfo.com
- (en) Sur IMG Artists